# Malthonica pagana
Malthonica pagana là một loài nhện trong họ Agelenidae.
Loài này thuộc chi Malthonica. Malthonica pagana được Carl Ludwig Koch miêu tả năm 1840.